# برويز داودي
برويز داودي (بالفارسية: پرویز داودی) (05 فبراير 1952 – 18 أبريل 2024) هو سياسي وخبير اقتصادي إيراني، من مواليد 5 فبراير 1952 في طهران، كان ثالث نائب لرئيس إيران للفترة (2005-2009)، ورئيس مركز البحوث الإستراتيجية في الإدارة العاشرة، وكذلك عضوًا في هيئة التدريس وأستاذًا في جامعة شهيد بهشتي وطالب دكتوراه في الاقتصاد من جامعة ولاية أيوا. عمل عضوًا في مجمع تشخيص مصلحة النظام.